# 老狡蛛
老狡蛛（学名：Dolomedes senilis）为盗蛛科狡蛛属的动物。在中国大陆，分布于北京、河北等地，多栖息于水边草丛或稻田沟边。该物种的模式产地在北京。